# Ісмаїлов Магомед Гасанович
Ісмаїлов Магомед Гасанович (21 червня 1986, Нижній Тагіл) — російський боєць змішаного стилю, змагається у напівважкій ваговій категорії. Виступає на професійному рівні починаючи з 2011 року, відомий з участі в турнірах бійцівських організацій M-1 Global, Fight Nights Global та ін. Є титулованим спортсменом-аматором, чемпіон світу з бойового самбо, майстер спорту Росії міжнародного класу. Майстер спорту з армійського рукопашного бою та вільної боротьби.

## Біографія
Магомед Ісмаїлов народився 21 червня 1986 року в місті Нижній Тагіл Свердловської області. У віці семи років разом з родиною переїхав на постійне проживання до Махачкали, де з дванадцяти років серйозно займався вільною боротьбою, потім перебрався до Москви — тренувався в спортивному товаристві «Трудові резерви».

### Любительська кар'єра
Починав спортивну кар'єру як вільний борець, ставав бронзовим призером чемпіонату Дагестану, чемпіон та багаторазовий призер першостей Москви, чемпіон і призер міжнародних майстерень турнірів, майстер спорту Росії з вільної боротьби.
Під час служби в Залізничних військах РФ освоїв техніку армійського рукопашного бою і так само регулярно виступав на змаганнях: призер міжнародного меморіального турніру генерала армії В. Ф. Маргелова, майстер спорту Росії по АРБ.
Після демобілізації займався бойовим самбо під керівництвом тренера Володимира Отаровича Осії в московському клубі єдиноборств Golden Team при Російському університеті кооперації. В 2010 році виграв срібну медаль чемпіонату Росії по бойовому самбо, наступного року завоював золото, переміг на турнірі пам'яті Ріната Садикова. В 2012 році здобув перемогу на чемпіонаті світу по бойовому самбо (за версією Всесвітньої федерації бойового самбо) — за це видатне досягнення був удостоєний почесного звання «Майстер спорту Росії міжнародного класу».

### Професійна кар'єра
Дебютував в змішаних єдиноборствах на професійному рівні в березні 2011 року, за допомогою задушливого прийому ззаду змусив здатися свого суперника у другому раунді. Перший час бився в великій російській організації M-1 Global, на її турнірах провів в цілому п'ять боїв, з яких виграв чотири — єдиної поразки зазнав від сильного російського проспекту Анатолія Токова, в першому раунді попався на зворотний вузол ліктя і змушений був здатися.
У 2012 році брав участь у вперше проводився чемпіонаті Росії з ММА, в заліку напівважкій ваговій категорії Успішно пройшов всіх своїх суперників, в тому числі в фіналі взяв верх над Рашидом Юсуповим, і тим самим завоював золоту медаль.
У період 2014—2017 років виступав в різних невеликих промоушенах, майже з усіх поєдинків виходив переможцем — програв тільки французу Ксав'є Фупа-Покаму на турнірі 100 % Fight 20 у Франції. Роздільне рішення було спірним.
Починаючи з 2018 року співпрацює з великою російською організацією Fight Nights Global. Вийшов на короткому повідомленні на бій проти бразильця Ілдемара Алкантари і виграв у нього технічним нокаутом в першому ж раунді.
Восени 2018 року в головному бою вечора вийшов в клітку проти Володимира Мінеєва — протистояння між ними тривало всі відведені п'ять раундів, в результаті судді зафіксували нічию роздільним рішенням.

## Статистика в професійному ММА
| Професійна кар'єра бійця (підсумок) |            |           |
| Боїв 17                             | Перемог 14 | Поразок 2 |
| Нокаутом                            | 6          | 0         |
| Здачею                              | 4          | 1         |
| Рішення                             | 4          | 1         |
| Ничії                               | 1          | 1         |

| Результат | Рекорд | Суперник               | Спосіб                     | Турнір                                | Дата              | Раунд | Час проведення | Місце проведення      | Примітка |
| --------- | ------ | ---------------------- | -------------------------- | ------------------------------------- | ----------------- | ----- | -------------- | --------------------- | -------- |
| Ничья     | 14–2–1 | Володимир Мінеєв       | Рішення суддів             | Fight Nights Global 90                | 19 жовтня 2018    | 5     | 0:00           | Москва, Росія         |          |
| Перемога  | 14–2   | Ілдемар Алкантара      | TKO (удари руками)         | Fight Nights Global 85                | 30 березня 2018   | 1     | 3:41           | Москва, Росія         |          |
| Перемога  | 13–2   | Давид Васич            | TKO (зупинений лікарем)    | Golden Team Championship 1            | 3 листопада 2017  | 1     | 0:00           | Москва, Росія         |          |
| Перемога  | 12–2   | Александру Іанцок      | TKO (удари руками)         | FighteRevolution Cup 2016             | 12 серпня 2016    | 1     | 1:19           | Калінінград, Росія    |          |
| Перемога  | 11–2   | Дідье Ніембе           | TKO (удари руками)         | ProfSport: GPro 19                    | 5 березня 2016    | 1     | 1:17           | Москва, Росія         |          |
| Перемога  | 10–2   | Ібрагім Тибілов        | Одноголосне рішення        | ProFC 58: Battle of Champions         | 8 листопада 2015  | 3     | 5:00           | Ростов-на-Дону, Росія |          |
| Перемога  | 9–2    | Михайло Бурешкін       | Здача (важіль локтя)       | Octagon Fighting Sensation 5          | 3 жовтня 2015     | 1     | 4:51           | Ярославль, Росія      |          |
| Перемога  | 8–2    | Іван Шишко             | Здача (рычаг локтя)        | Sparta Fight Club: Legacy of Sparta 1 | 14 вересня 2014   | 1     | 1:08           | Зеленоград, Росія     |          |
| Поразка   | 7–2    | Ксав'е Фупа-Покам      | Роздільне рішення          | 100 % Fight 20: Comeback              | 5 квітня 2014     | 3     | 5:00           | Леваллуа, Франція     |          |
| Перемога  | 7–1    | Володимир Катихін      | Одноголосне рішення        | Kunlun Fight 1: World Tour            | 25 січня 2014     | 3     | 5:00           | Паттая, Таїланд       |          |
| Перемога  | 6–1    | Герардо Хуліо Гальєгос | Одноголосне рішення        | M-1 Challenge 43                      | 16 листопада 2013 | 3     | 5:00           | Сургут, Росія         |          |
| Перемога  | 5–1    | Ніко Ломан             | TKO (удари руками)         | Real Steel 2013                       | 14 вересня 2013   | 1     | 4:59           | Дубна, Росія          |          |
| Перемога  | 4–1    | Еріксон Бетао          | Здача (скручування п'ятки) | Кубок Раздолья 2                      | 30 червня 2013    | 1     | 1:15           | Зеленоград, Росія     |          |
| Поразка   | 3–1    | Анатолій Токов         | Здача (кімура)             | M-1 Challenge 39                      | 23 травня 2013    | 1     | 2:48           | Москва, Росія         |          |
| Перемога  | 3–0    | Олексій Маслов         | TKO (удари руками)         | M-1 Challenge 36                      | 8 грудня 2012     | 1     | 2:05           | Митищі, Росія         |          |
| Перемога  | 2–0    | Рашид Юсупов           | Одноголосне рішення        | M-1 Challenge 34                      | 30 вересня 2012   | 2     | 5:00           | Москва, Росія         |          |
| Перемога  | 1–0    | Максим Булахтін        | Здача (придушення ззаду)   | M-1 Challenge 23                      | 5 березня 2011    | 2     | 0:48           | Москва, Росія         |          |